# Gurdwara Mata Sundri
 (août 2014).
Le Gurdwara Mata Sundri ou Gurdwara Mata Sundari est un temple du sikhisme, important pour cette religion. Il ne fait pas partie des cinq Takhts, les cinq temples majeurs, mais est pourtant très visité. Il se situe en Inde, à New Delhi derrière l'hôpital J.P. Nayak. Son nom : Mata Sundri est celui de la femme du dernier gourou humain du sikhisme : Guru Gobind Singh.
Mata Sundari a habité la maison qui était à cette place, avant la construction du temple, et ce dès 1727. Elle y a vécu avec Mata Sahib Devan la mère de Guru Gobind Singh. Mata Sundari a aidé la communauté sikhe après la mort de son mari à suivre le bon chemin par des écrits. Le gurdwara actuel a été construit dans les années 1970. Aujourd'hui des séances de prières spéciales sont organisées à chaque pleine lune dans ce temple ; en décembre pour l'anniversaire de la mort des quatre enfants de Guru Gobind Singh d'autres offices inordinaires ont lieu.